# Liste der denkmalgeschützten Objekte in Mank
Die Liste der denkmalgeschützten Objekte in Mank enthält die denkmalgeschützten, unbeweglichen Objekte der Gemeinde Mank.

## Denkmäler
| Foto |                 | Denkmal                                                                                                  | Standort                                       | Beschreibung | Metadaten |
| ---- | --------------- | --- | ---------------------------------------------- | --- | --- |
| ja   | Datei hochladen | Mariensäule, Schlangenkreuz HERIS-ID: 77882 Objekt-ID: 91517                                             | Standort KG: Loitsdorf                         | Die Bildsäule mit einer Statue der Maria Immaculata entstand 1777. Die Mutter Gottes steht auf einer Weltkugel und zertritt eine Schlange. | BDA-Hist.: Q38150727 Status: § 2a Stand der BDA-Liste: 2025-06-30 Name: Mariensäule, Schlangenkreuz GstNr.: 486                                                                   |
| ja   | Datei hochladen | Dreifaltigkeitssäule HERIS-ID: 77864 Objekt-ID: 91498                                                    | Hauptplatz Standort KG: Mank                   | Die Säule, die die Figurengruppe eines Gnadenstuhls trägt, steht auf einem Sockel und ist von Statuen zweier Engel sowie des Propheten Isaias flankiert. Die Dreifaltigkeitssäule wurde vor 1700 geschaffen. | BDA-Hist.: Q38150630 Status: § 2a Stand der BDA-Liste: 2025-06-30 Name: Dreifaltigkeitssäule GstNr.: 1002/4 Dreifaltigkeitssäule Mank                                             |
| ja   | Datei hochladen | Pfarrhof HERIS-ID: 77829 Objekt-ID: 91462                                                                | Hauptplatz 2 Standort KG: Mank                 | Die zweigeschoßige dreiseitige Anlage entstand im 16. Jahrhundert. Die beiden kurzen Seitentrakte tragen Schopfwalmdächer, im östlichen Teil ist das Erdgeschoß mit Pfeilerarkaden ausgeführt. Seitlich befindet sich an der Fassade eine Sonnenuhr mit der Jahreszahl 1742. | BDA-Hist.: Q38150518 Status: § 2a Stand der BDA-Liste: 2025-06-30 Name: Pfarrhof GstNr.: .43                                                                                      |
| ja   | Datei hochladen | Kirchhof mit Kreuzwegarkaden und Lourdesgrotte (ehem. Dreikönigkapelle) HERIS-ID: 77831 Objekt-ID: 91464 | neben Hauptplatz 2 Standort KG: Mank           | Die in der Südostecke des Kirchhofs errichtete Kreuzweg-Anlage aus dem 17. Jahrhundert besteht aus zwei über Eck gestellten Flügeln mit Pfeilerarkaden unter Walmdächern, die durch den mittleren Pavillon mit Kuppel und Zeltdach verbunden sind. In dem Pavillon ist die barocke Kreuzigungsgruppe aufgestellt. | BDA-Hist.: Q38150528 Status: § 2a Stand der BDA-Liste: 2025-06-30 Name: Kirchhof mit Kreuzwegarkaden und Lourdesgrotte (ehem. Dreikönigkapelle) GstNr.: .42 Kreuzwegarkaden, Mank |
| ja   | Datei hochladen | Kath. Pfarrkirche Mariae Himmelfahrt HERIS-ID: 50171 Objekt-ID: 54881                                    | Hauptplatz Standort KG: Mank                   | Die spätgotische Staffelhalle des frühen 16. Jahrhunderts mit schmächtigen Strebepfeilern und zweibahnigen spätgotischen Maßwerkfenstern sowie Chor um 1400 wurde im 18. Jahrhundert außen barockisiert; im Westen wurde eine zweizonige großflächige Giebelfassade in Pilastergliederung mit Nischenstatuen des hl. Josef mit Kind, Anna mit Kind und Maria geschaffen und im Norden wurde ein viergeschoßiger Turm mit großer birnenförmiger Zwiebelhaube angebaut. Außen am Chor ist eine vermutlich römische Skulptur einer sechsbrüstigen Sphinx eingemauert. | BDA-Hist.: Q38038569 Status: § 2a Stand der BDA-Liste: 2025-06-30 Name: Kath. Pfarrkirche Mariae Himmelfahrt GstNr.: .42 Pfarrkirche Mank                                         |
| ja   | Datei hochladen | Anlage Schloss Strannersdorf HERIS-ID: 625seit 2022                                                      | bei Strannersdorf 1 Standort KG: Strannersdorf | Die im 14. Jahrhundert erstmals urkundlich erwähnte Anlage, wurde im frühen 16. Jahrhundert ausgebaut, die neobarocke Fassade mit dem charakteristischen gebrochenen Turmhelm stammt allerdings von einer Modernisierung in den Jahren 1888/89. | BDA-Hist.: Q19971438 Status: Bescheid Stand der BDA-Liste: 2025-06-30 Name: Anlage Schloss Strannersdorf GstNr.: .40/1, .41/1, .84 Schloss Strannersdorf                          |

## Ehemalige Denkmäler
| Foto |                 | Denkmal                                                         | Standort                                        | Beschreibung | Metadaten |
| ---- | --------------- | --------------------------------------------------------------- | ----------------------------------------------- | --- | --- |
| ja   | Datei hochladen | Schlossgebäude Strannersdorf HERIS-ID: 113800von 2023 bis 2023  | Strannersdorf 1, bei Standort KG: Strannersdorf | Hauptgebäude von Schloss Strannersdorf Anmerkung: Die Schlossanlage war vorübergehend in Einzelelemente aufgespalten und ist nun wieder als Gesamtanlage geschützt. | BDA-Hist.: Q119361463 Status: Bescheid Stand der BDA-Liste: 2023-06-05 Name: Schlossgebäude Strannersdorf GstNr.: .40/1 Schloss Strannersdorf  |
| BW   | Datei hochladen | Ehem. Torstöckel, Gärtnerhaus HERIS-ID: 113801von 2023 bis 2023 | Strannersdorf 1, bei Standort KG: Strannersdorf | Anmerkung: Die Schlossanlage war vorübergehend in Einzelelemente aufgespalten und ist nun wieder als Gesamtanlage geschützt.                                        | BDA-Hist.: Q119362162 Status: Bescheid Stand der BDA-Liste: 2023-06-05 Name: Ehem. Torstöckel, Gärtnerhaus GstNr.: .41/1 Schloss Strannersdorf |
| ja   | Datei hochladen | Schüttkasten HERIS-ID: 113802von 2023 bis 2023                  | Strannersdorf 1, bei Standort KG: Strannersdorf | Anmerkung: Die Schlossanlage war vorübergehend in Einzelelemente aufgespalten und ist nun wieder als Gesamtanlage geschützt.                                        | BDA-Hist.: Q119362216 Status: Bescheid Stand der BDA-Liste: 2023-06-05 Name: Schüttkasten GstNr.: .84 Schloss Strannersdorf                    |